# L'Italiana
L'Italiana è un dipinto del pittore olandese Vincent van Gogh, realizzato nel 1887 e conservato al Musée d'Orsay di Parigi.

## Descrizione

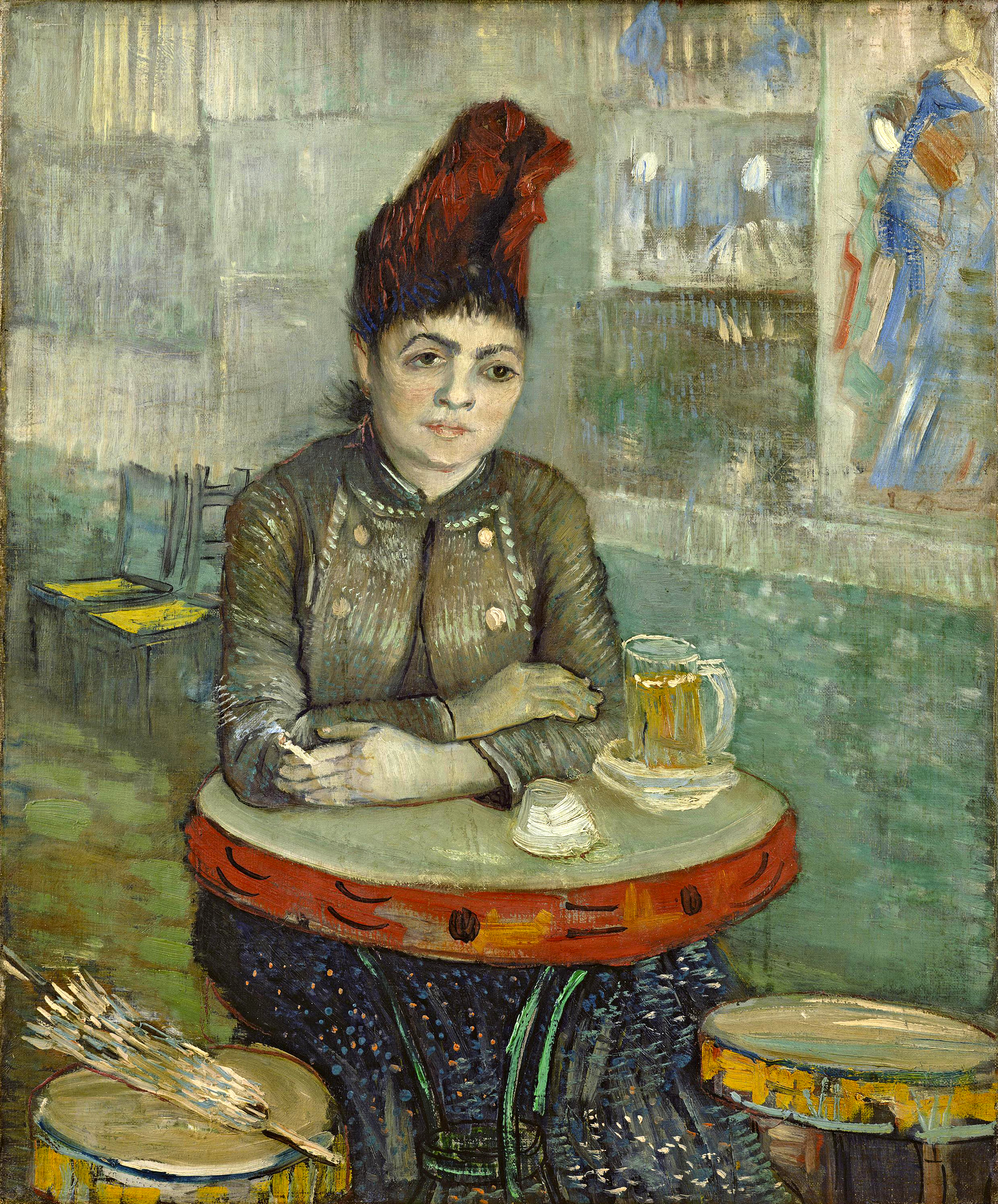
Vincent van Gogh, Donna al Cafè Le Tambourin (Parigi, febbraio-marzo 1887); olio su tela, 55,5×46,5 cm, Van Gogh Museum, Amsterdam. F 370, JH 1208.

La ricezione delle stampe giapponesi, diffuse in Europa verso la fine del XIX secolo in maniera più che capillare grazie all'apertura dei porti nipponici all'Occidente, fu fondamentale ai fini della maturazione del linguaggio pittorico di van Gogh, che reinterpretò tali opere in maniera originale e personalissima. Van Gogh, infatti, fu profondamente colpito dal loro apparato cromatico, il quale si sostanzia in campiture uniformi di colore stese su aree rigidamente delimitate, del tutto prive di valori chiaroscurali e perciò luminosissime.
Il «giapponismo» vangoghiano, già esploso in opere come Giapponeseria: Oiran, raggiunge poi ne L'Italiana nuovi apici espressivi. «Mi ha fatto rendere conto di una serie di 'crêpes', come le chiamava, stampe giapponesi riprodotte su una sorta di carta spiegazzata, che creava un effetto crespo. Era evidente che lo avevano molto impressionato e dal modo in cui ne parlava ho capito con certezza che anche lui nei suoi oli cercava di ottenere un effetto analogo di piccole ombre portate attraverso la ruvidità della superficie e, alla fine, c'è anche riuscito». Si tratta, dunque, di un'opera che, grazie a un utilizzo sapiente della «carta giapponese», si munisce di specifiche qualità tattili. Memore della lezione giapponese, van Gogh qui non esita ad orchestrare giochi cromatici che, sfruttando il principio della complementarità, sviluppano una luminosità quasi abbagliante che si avvolge sinuosamente sulle superfici, rendendole quasi smaltate. Il furore del giallo che vibra nello sfondo, del tutto emendato da effetti chiaroscurali o prospettici, dà inoltre vita a un interessante effetto di bidimensionalità, rimarcato dal motivo ornamentale a frange policrome che cinge l'opera in alto e a destra. Trasparente è anche l'influenza del pointillisme: van Gogh, sull'esempio di Signac, giustappone i colori complementari (i rossi e i verdi, i blu e gli aranci) per esaltarne le qualità luministiche. Se, tuttavia, i pittori puntinisti depositavano il colore sulla tela per mezzo di minuscoli tratti o di puntini, qui van Gogh ricorre a «tratteggi nervosi che si incastrano e si separano» (museo d'Orsay) e a colori talmente espressivi da anticipare i futuri indirizzi stilistici del fauvismo. Van Gogh, infine, convoglia ne L'Italiana (anche se in maniera assolutamente minore) anche la tecnica impressionista, delineando il volto della donna con pennellate prensili alla luce ed al colore, conferendo così al suo incarnato un palpito di vita.
Ma chi è la figura femminile ritratta in questo dipinto? Si tratta quasi certamente di Agostina Segatori, un'avvenente donna con cui Vincent van Gogh aveva intrecciato una relazione sentimentale di breve durata. La Segatori, dopo essere stata dipinta nell'opera di van Gogh Donna al Cafè Le Tambourin, indossa i panni di una folcloristica italiana, come leggiamo nel titolo dell'opera. Mostrandosi affascinato dai valori dell'italianità, van Gogh veste la sua amante con dei polsini rossi, con un fazzoletto in testa che ne copre parzialmente i capelli neri e infine con un'esuberante vestaglia folcloristica, la quale con la sua trama blu-rossa assume i connotati esplosivi di un caleidoscopio cromatico. L'italianità della modella - la Segatori, infatti, era nativa di Ancona, nelle Marche - viene poi ribadita dal naso largo e dalle labbra rosse e carnose, peculiarità che nell'immaginario collettivo francese erano indissolubilmente legata alla donna italiana di campagna. Il volto della donna viene infine individuato grazie all'accostamento grafico di linee rosse e verdi: «[vorrei] essere capace di esprimere le terribili passioni dell'umanità per mezzo del rosso e del verde», avrebbe poi commentato van Gogh un anno dopo, durante il soggiorno ad Arles.